# Nakamura Fusetsu
En aquest nom japonès, el cognom és Nakamura.
Nakamura Fusetsu (中村不折; Edo, 10 de juliol de 1866—Tòquio, 6 de juny de 1943), pseudònim de Nakamura Sakutarō (中村鈼太郎), va ser un pintor, cal·lígraf i dissenyador japonès d'estil occidental.

## Biografia
Nascut a Edo el 1866, passà la joventut a la ciutat natal del seu pare, a la prefectura de Nagano. El 1887 es trasllada a la ciutat de Tòquio, on va començar a estudiar pintura d'estil occidental a l'Institut de Recerca Jūichijikai, on tingué com a mestre a Koyama Shōtarō i, més tard, a l'Escola Tècnica d'Arts d'Ueno amb Asai Chū, el qual, així mateix, havia tingut com a mestre al pintor paisatgista italià Antonio Fontanesi. Durant aquells anys, Nakamura és descrit com un estudiant amb poc mitjans econòmics, que amb prou feines podia pagar els seus materials. A l'escola va conèixer Masaoka Shiki, amb el qual va col·laborar aportant il·lustracions a la seva revista Shōnippon, de fet es va fer molt conegut per dissenyar portades de diverses revistes i de llibres d'autors de renom, com els de Natsume Sōseki. Abans de 1901 col·laborà amb la Societat d'Art Meiji exposant-hi algunes obres i ensenyant a la seva escola.
L'any 1900 va ser premiat a l'Exposició Universal de París. De 1901 a 1905 marxa a França a ampliar els estudis de pintura. Allà estudià a l'Académie Julian amb Raphael Collin, Jean-Paul Laurens i tingué contacte amb Auguste Rodin. Quan va tornar al Japó, el mateix 1905 va unir-se a la Societat de Pintura del Pacífic (Taiheiyōgakai), i el 1934 n'esdevindria director de la seva escola. En aquest segon període va ser, també, membre del Comitè d'Art de la Casa Imperial, de l'Acadèmia Imperial de les Arts i, a més, jutge de diverses exposicions de pintura del Japó.
La seva obra compta amb moltes pintures de temàtica històrica. També feu il·lustracions d'actors i peces humorístiques en estil japonès. Una obra pictòrica destacada és Rantei Azamukunozu, conservat al Museu Nacional d'Art Modern de Tòquio. El 1910 publicà un llibre d'il·lustracions de haikus anomenat Fusetsu Haigashū. D'altra banda, va ser un gran col·leccionista de llibres i també un gran coneixedor de la cal·ligrafia, especialitzat en l'estil rokuchō. Al llarg de la seva vida va escriure articles sobre història de la cal·ligrafia, destacant les publicacions Rikuchō shodōron, Hōjō shoron shū i Gakusho sanketsu. El 1926, així mateix, va fundar un museu dedicat a la cal·ligrafia a casa seva, a Negishi (Tòquio).

## Reconeixements
El 2016 el Museu d'Art Nakamuraya li dedicà una exposició amb motiu del seu 150 aniversari de naixement.

## Galeria

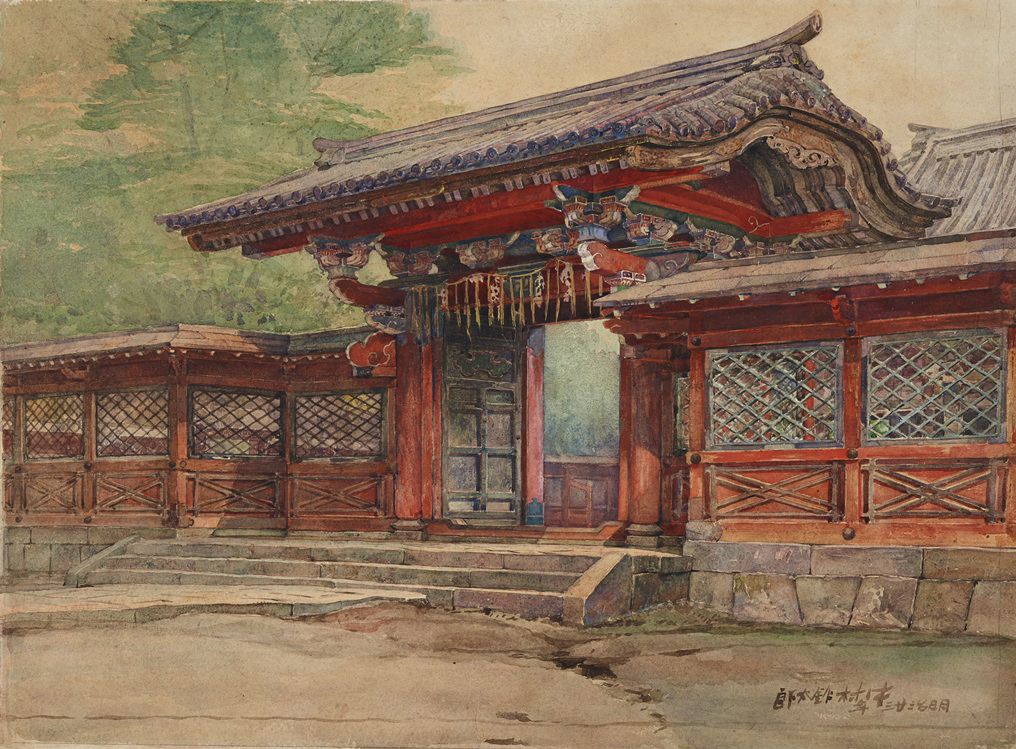
Porta del temple Zojo-ji de Shiba (1890)
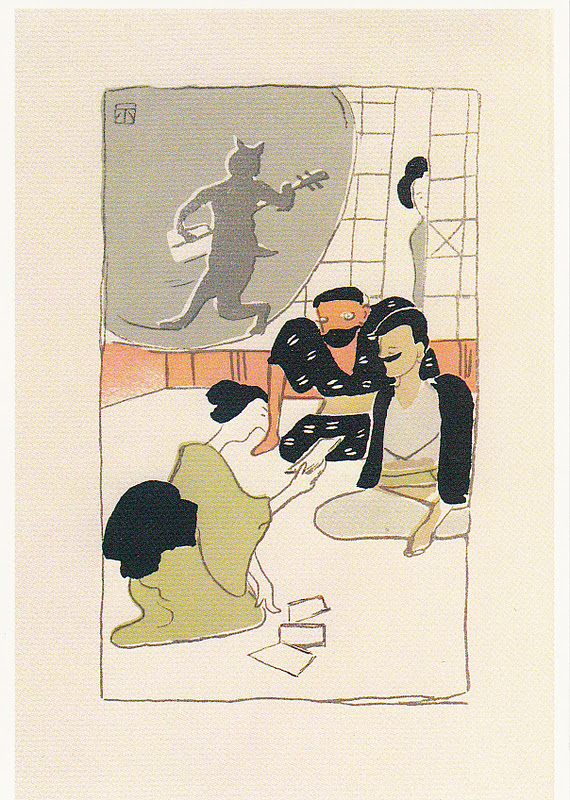
Il·lustració a Wagahai wa neko de aru de Natsume Sōseki (1906)
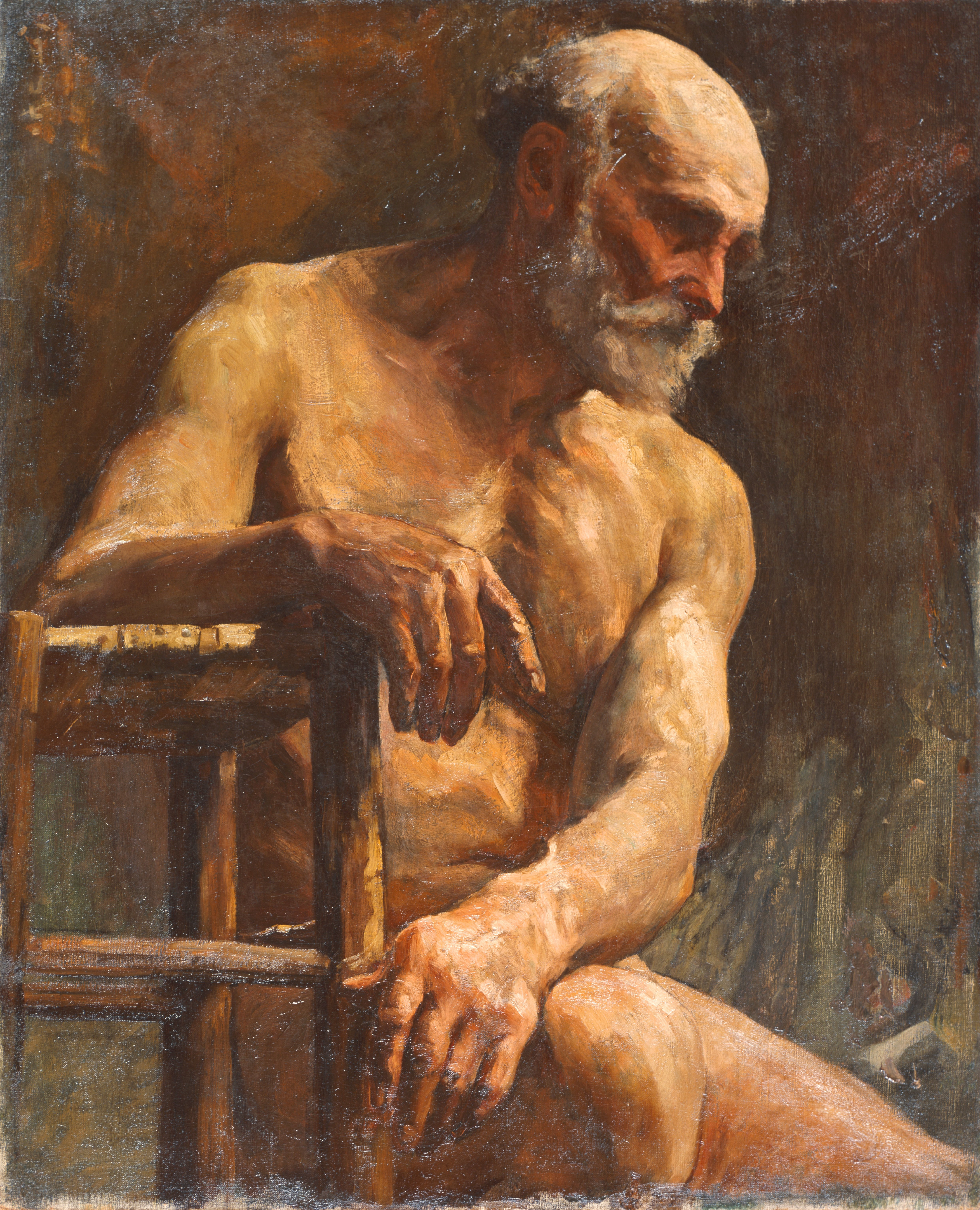
Nu masculí (1903-1905)
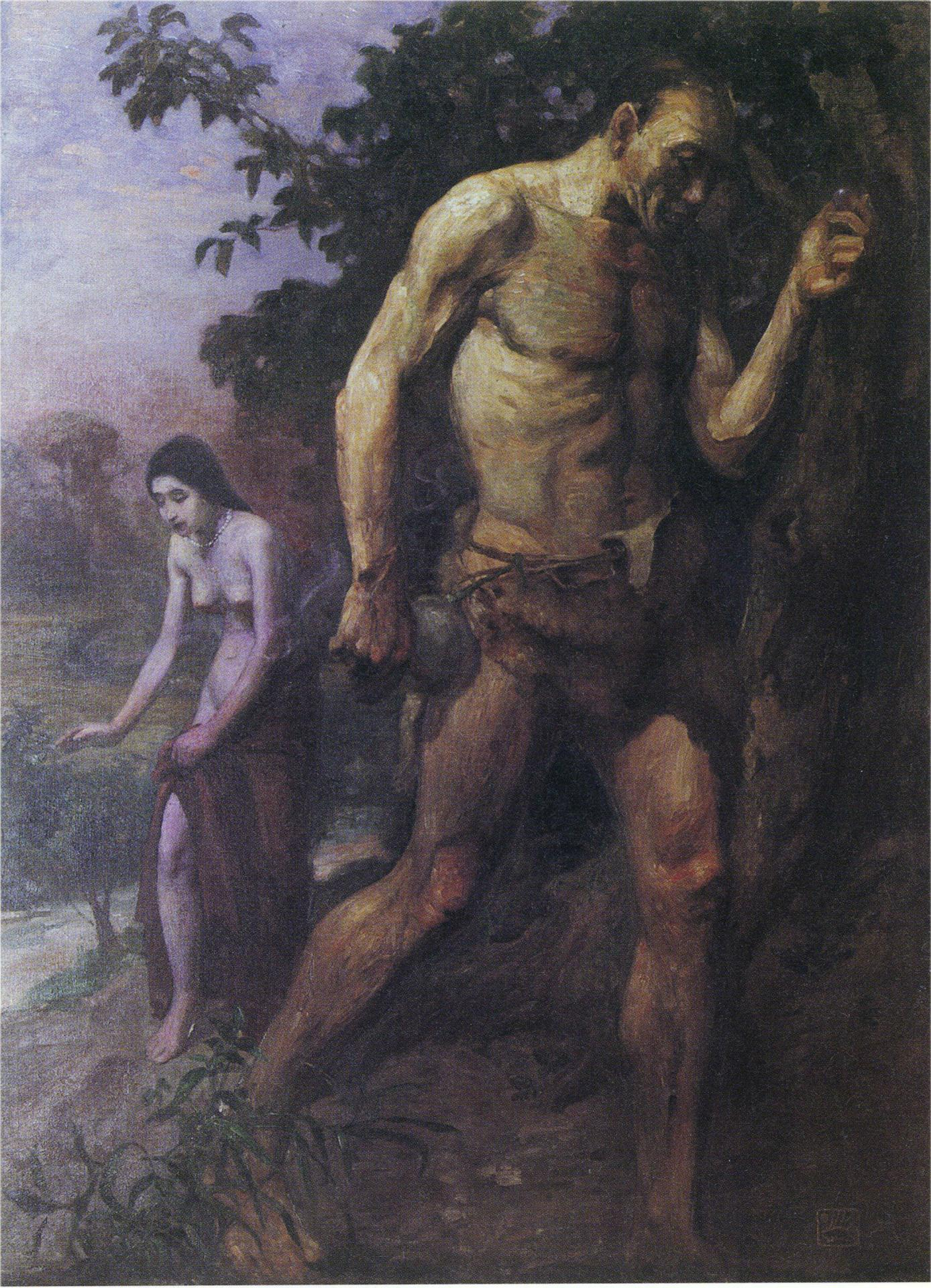
La petjada del gegant (1912)
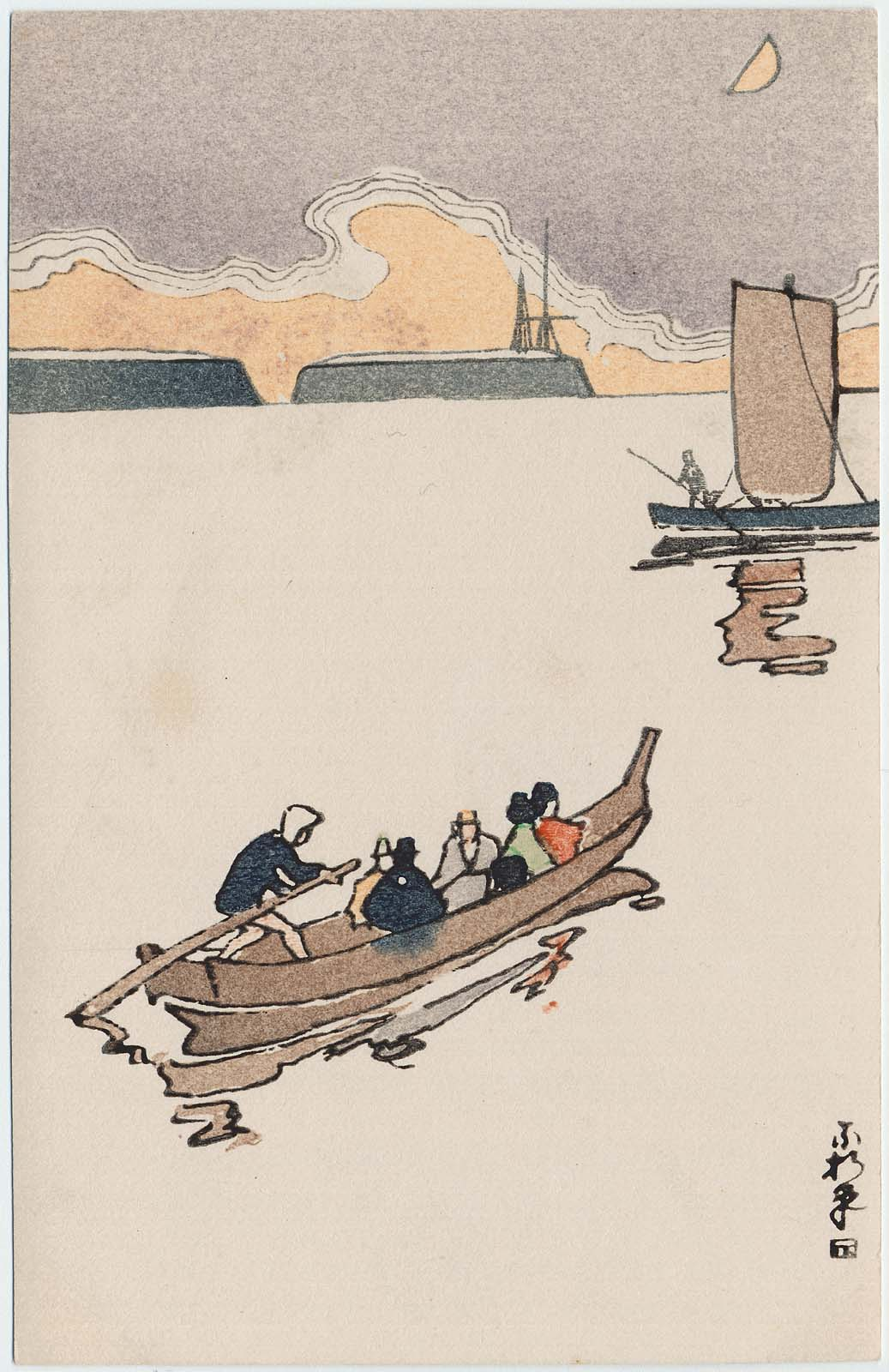
Vista (ca. 1915)
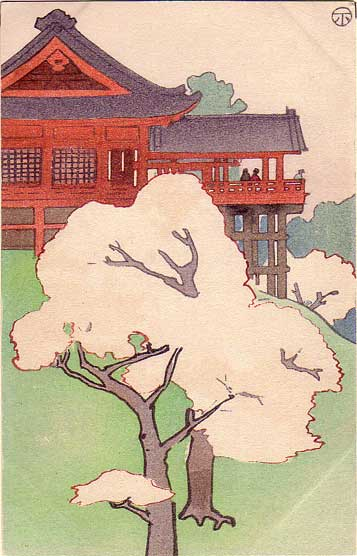
Vista (ca. 1915)
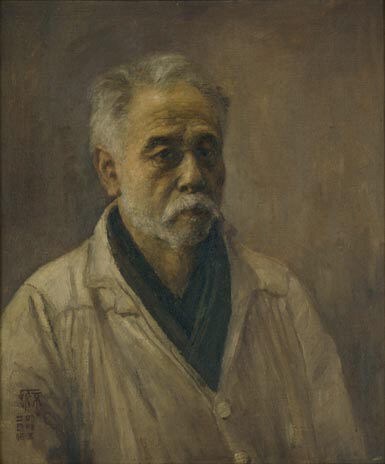
Autorretrat (1930)